# Bataille de boules de neige
Bataille de boules de neige či jen Bataille de neige je francouzský němý film z roku 1896. Režisérem je Louis Lumière (1864–1948). Natáčení probíhalo koncem roku 1896 v Lyonu. Film měl premiéru 7. února 1897.

## Děj
Film zachycuje koulování několika dospělých lidí na jedné ulici v Lyonu. Při koulování dokonce spadne z kola právě projíždějící cyklista. Ten se zvedne a odjede zpátky, ale na místě nechá čepici, kterou mu sundala jedna ze sněhových koulí, namířená proti němu.